# Jean-Marie Calmettes
Pour les articles homonymes, voir Calmettes.
Jean-Marie Calmettes (né le 14 avril 1918 à Wissous et mort le 8 novembre 2007 à Pradelles-en-Val,) est un peintre et sculpteur français.

## Biographie
Il est né dans la ferme « Cozette », une vieille ferme de Wissous. Il est un des descendants de l'amiral Ernest Mouchez via sa mère Georgette Fehrenbach. 
Il étudie aux Beaux-Arts de Paris de 1937 à 1939, puis à l'Académie de la Grande-Chaumière, où il est élève d'Othon Friesz.
Il fait partie du Groupe de l'échelle avec Jacques Busse, Jean Cortot et Michel Patrix et est associé au mouvement de la Jeune Peinture avec Paul Aïzpiri, André Brasilier, Bernard Buffet, Raymond Guerrier ou encore Claude Weisbuch.  Il passe des natures mortes aux cubisme notamment sous l'impulsion de Roger de La Fresnaye.
En 1952, il fait partie du second groupe "la nouvelle École de Paris". 
De 1973 à 1983, il est professeur aux Beaux-Arts de Paris où il avait étudié.
On trouve ses œuvres dans les collections de plusieurs musées, comme le Musée d'Art moderne de Paris, mais aussi à Bruxelles, Londres ou New York.
Il est inhumé au cimetière d'Éguilles.

## Prix
- Prix de la jeune Peinture (1947)[5]
- Prix Hallmark (1949)[5]
- Prix du Dôme (1953)[5]
- Prix Othon-Friesz (1954)[5]